# Marcello Puglisi
Marcello Puglisi (ur. 17 maja 1986 w Trescore Balneario) – włoski kierowca wyścigowy.

## Życiorys
Włoch po zakończeniu kariery kartingowej, przeniósł się do wyścigów samochodów jednomiejscowych. W latach 2003–2005 brał udział we Włoskiej Formule Renault. Najlepiej spisał się w drugim podejściu, kiedy to zajął w klasyfikacji końcowej 13. miejsce. Poza tym w sezonach 2003 i 2005 wystąpił łącznie w trzech rundach europejskiego cyklu. Nie zdobył jednak punktów.
W roku 2005 zaliczył gościnny występ w jednym wyścigu Włoskiej Formuły 3. Zdobywszy trzy punkty, zmagania zakończył na 15. pozycji.
W sezonie 2006 przeniósł się do Międzynarodowej Formuły 3000 Master. Uzyskane punkty pozwoliły mu zająć w klasyfikacji końcowej 10. lokatę. Poza tym wziął udział również w ośmiu wyścigach Euroserii 3000. Ani razu jednak nie dojechał na punktowanej pozycji.
W kolejnym roku startów, kontynuował przygodę w Formule 3000, przekształconej jednak w Międzynarodową Formułę Master. Wygrawszy jeden wyścig, rywalizację ukończył na 5. miejscu. Oprócz tego zaliczył debiut w wyścigach długodystansowych – Le Mans Series. Wystąpiwszy w jednej rundzie, zmagań jednak nie ukończył.
W zimowym okresie 2008 Włoch podpisał kontrakt z brazylijską stajnią Piquet Sports, na udział w Azjatyckiej GP2. W ciągu dziesięciu wyścigów, Marcello ani razu jednak nie sięgnął po punkty. Najlepiej zaprezentował się podczas drugiego wyścigu, na malezyjskim torze Sepang, gdzie został sklasyfikowany na dziewiątym miejscu.
W dalszej części sezonu Włoch był skupiony ponownie na startach w Międzynarodowej oraz Włoskiej Formule Master. W pierwszej z nich zwyciężył w jednym wyścigu, zajmując w klasyfikacji 11. lokatę. We włoskim cyklu z kolei po raz pierwszy w karierze sięgnął po tytuł mistrzowski (odniósł dwie wygrane).
W tym samym roku Puglisi dostał szansę debiutu w głównym cyklu GP2. We włoskim zespole Durango zastąpił wówczas swojego rodaka Davide Valsecchiego. Oba wyścigi na ulicznym obiekcie Monte Carlo zakończył jednak na odległej siedemnastej i dziewiętnastej pozycji. Po zaledwie jednym weekendzie, jego miejsce zajął Brytyjczyk Ben Hanley.
W 2009 roku wziął udział w pierwszej rundzie Międzynarodowej Formuły Master. Pierwszego wyścigu nie ukończył, natomiast w drugim dojechał na szóstej lokacie. Uzyskane punkty sklasyfikowały go na 19. miejscu, w ogólnej punktacji. W sezonie 2010 ponownie miał startować w barwach ekipy ADM Motorsport. W wyniku zawieszenia serii, Puglisi był zmuszony zawiesić swoją karierę.

## Wyniki

### GP2
| Legenda oznaczeń w tabelach wyników Wyświetl szablon na nowej stronie | Legenda oznaczeń w tabelach wyników Wyświetl szablon na nowej stronie                                                                     |
| Oznaczenie                                                            | Wyjaśnienie |
| --------------------------------------------------------------------- | --- |
| Złoty                                                                 | Zwycięzca lub mistrzostwo |
| Srebrny                                                               | 2. miejsce lub wicemistrzostwo |
| Brązowy                                                               | 3. miejsce lub II wicemistrzostwo |
| Zielony                                                               | Ukończył, punktował (w klasyfikacji generalnej, gdy zdobył co najmniej jeden punkt na przestrzeni sezonu, poza trzema powyższymi opcjami) |
| Niebieski                                                             | Ukończył, nie punktował (w klasyfikacji generalnej, gdy nie zdobył co najmniej jednego punktu na przestrzeni sezonu)                      |
| Czerwony                                                              | Nie zakwalifikował się (NZ) |
| Czerwony                                                              | Nie prekwalifikował się (NPK) |
| Różowy                                                                | Nie ukończył (NU) |
| Różowy                                                                | Niesklasyfikowany (NS) (w klasyfikacji generalnej, gdy nie został sklasyfikowany w żadnym wyścigu sezonu)                                 |
| Czarny                                                                | Zdyskwalifikowany (DK) |
| Czarny                                                                | Wykluczony (WYK/EX) |
| Biały                                                                 | Nie wystartował (NW) |
| Biały                                                                 | Kontuzjowany (K/INJ) |
| Biały                                                                 | Wyścig odwołany (OD/C) |
| Bez koloru                                                            | Został wycofany (WYC/WD) |
| Bez koloru                                                            | Nie przybył (NP/DNA) |
| Bez koloru                                                            | Nie brał udziału w treningach (NT/DNP) |
| Bez koloru                                                            | Nie został zgłoszony (–) |
| Pogrubienie                                                           | Start z pole position |
| Kursywa                                                               | Najszybsze okrążenie wyścigu |
| †                                                                     | Nie ukończył, ale jego rezultat został zaliczony ze względu na przejechanie więcej niż 90% dystansu wyścigu.                              |
| *                                                                     | Sezon w trakcie |
| 1/2/3                                                                 | Punktowana pozycja w sprincie kwalifikacyjnym                                                                                             |
| Lista systemów punktacji Formuły 1                                    | |

| Rok  | Zespół  | Wyniki w poszczególnych eliminacjach | Wyniki w poszczególnych eliminacjach | Wyniki w poszczególnych eliminacjach | Wyniki w poszczególnych eliminacjach | Wyniki w poszczególnych eliminacjach | Wyniki w poszczególnych eliminacjach | Wyniki w poszczególnych eliminacjach | Wyniki w poszczególnych eliminacjach | Wyniki w poszczególnych eliminacjach | Wyniki w poszczególnych eliminacjach | Wyniki w poszczególnych eliminacjach | Wyniki w poszczególnych eliminacjach | Wyniki w poszczególnych eliminacjach | Wyniki w poszczególnych eliminacjach | Wyniki w poszczególnych eliminacjach | Wyniki w poszczególnych eliminacjach | Wyniki w poszczególnych eliminacjach | Wyniki w poszczególnych eliminacjach | Wyniki w poszczególnych eliminacjach | Wyniki w poszczególnych eliminacjach | Punkty | Pozycja |
| ---- | ------- | ------------------------------------ | ------------------------------------ | ------------------------------------ | ------------------------------------ | ------------------------------------ | ------------------------------------ | ------------------------------------ | ------------------------------------ | ------------------------------------ | ------------------------------------ | ------------------------------------ | ------------------------------------ | ------------------------------------ | ------------------------------------ | ------------------------------------ | ------------------------------------ | ------------------------------------ | ------------------------------------ | ------------------------------------ | ------------------------------------ | ------ | ------- |
| 2008 | Durango | ESP                                  | ESP                                  | TUR                                  | TUR                                  | MON                                  | MON                                  | FRA                                  | FRA                                  | GBR                                  | GBR                                  | DEU                                  | DEU                                  | HUN                                  | HUN                                  | VAL                                  | VAL                                  | BEL                                  | BEL                                  | ITA                                  | ITA                                  | 0      | 33      |
| 2008 | Durango | -                                    | -                                    | -                                    | -                                    | 17                                   | 19                                   | -                                    | -                                    | -                                    | -                                    | -                                    | -                                    | -                                    | -                                    | -                                    | -                                    | -                                    | -                                    | -                                    | -                                    | 0      | 33      |

### Azjatycka Seria GP2
| Legenda oznaczeń w tabelach wyników Wyświetl szablon na nowej stronie | Legenda oznaczeń w tabelach wyników Wyświetl szablon na nowej stronie                                                                     |
| Oznaczenie                                                            | Wyjaśnienie |
| --------------------------------------------------------------------- | --- |
| Złoty                                                                 | Zwycięzca lub mistrzostwo |
| Srebrny                                                               | 2. miejsce lub wicemistrzostwo |
| Brązowy                                                               | 3. miejsce lub II wicemistrzostwo |
| Zielony                                                               | Ukończył, punktował (w klasyfikacji generalnej, gdy zdobył co najmniej jeden punkt na przestrzeni sezonu, poza trzema powyższymi opcjami) |
| Niebieski                                                             | Ukończył, nie punktował (w klasyfikacji generalnej, gdy nie zdobył co najmniej jednego punktu na przestrzeni sezonu)                      |
| Czerwony                                                              | Nie zakwalifikował się (NZ) |
| Czerwony                                                              | Nie prekwalifikował się (NPK) |
| Różowy                                                                | Nie ukończył (NU) |
| Różowy                                                                | Niesklasyfikowany (NS) (w klasyfikacji generalnej, gdy nie został sklasyfikowany w żadnym wyścigu sezonu)                                 |
| Czarny                                                                | Zdyskwalifikowany (DK) |
| Czarny                                                                | Wykluczony (WYK/EX) |
| Biały                                                                 | Nie wystartował (NW) |
| Biały                                                                 | Kontuzjowany (K/INJ) |
| Biały                                                                 | Wyścig odwołany (OD/C) |
| Bez koloru                                                            | Został wycofany (WYC/WD) |
| Bez koloru                                                            | Nie przybył (NP/DNA) |
| Bez koloru                                                            | Nie brał udziału w treningach (NT/DNP) |
| Bez koloru                                                            | Nie został zgłoszony (–) |
| Pogrubienie                                                           | Start z pole position |
| Kursywa                                                               | Najszybsze okrążenie wyścigu |
| †                                                                     | Nie ukończył, ale jego rezultat został zaliczony ze względu na przejechanie więcej niż 90% dystansu wyścigu.                              |
| *                                                                     | Sezon w trakcie |
| 1/2/3                                                                 | Punktowana pozycja w sprincie kwalifikacyjnym                                                                                             |
| Lista systemów punktacji Formuły 1                                    | |

| Rok  | Zespół        | Wyniki w poszczególnych eliminacjach | Wyniki w poszczególnych eliminacjach | Wyniki w poszczególnych eliminacjach | Wyniki w poszczególnych eliminacjach | Wyniki w poszczególnych eliminacjach | Wyniki w poszczególnych eliminacjach | Wyniki w poszczególnych eliminacjach | Wyniki w poszczególnych eliminacjach | Wyniki w poszczególnych eliminacjach | Wyniki w poszczególnych eliminacjach | Punkty | Pozycja |
| ---- | ------------- | ------------------------------------ | ------------------------------------ | ------------------------------------ | ------------------------------------ | ------------------------------------ | ------------------------------------ | ------------------------------------ | ------------------------------------ | ------------------------------------ | ------------------------------------ | ------ | ------- |
| 2008 | Piquet Sports | ARE                                  | ARE                                  | IDN                                  | IDN                                  | MAL                                  | MAL                                  | BHR                                  | BHR                                  | ARE                                  | ARE                                  | 0      | 25      |
| 2008 | Piquet Sports | 16                                   | NU                                   | NU                                   | 18                                   | 13                                   | 9                                    | 18                                   | NU                                   | NU                                   | NU                                   | 0      | 25      |

### Podsumowanie
| Sezon | Seria                              | Zespół                  | Wyścigi | PP | Zwycięstwa | Punkty | Poz. koń. |
| ----- | ---------------------------------- | ----------------------- | ------- | -- | ---------- | ------ | --------- |
| 2003  | Włoska Formuła Renault             | Cram Competition        | 10      | 0  | 0          | 2      | 26        |
| 2003  | Europejska Formuła Renault         | Cram Competition        | 4       | 0  | 0          | 0      | NS        |
| 2004  | Włoska Formuła Renault             | RP Motorsport           | 17      | 0  | 0          | 34     | 13        |
| 2005  | Włoska Formuła Renault             | JD Motorsport           | 8       | 0  | 0          | 16     | 21        |
| 2005  | Europejska Formuła Renault         | JD Motorsport           | 2       | 0  | 0          | 0      | NS        |
| 2005  | Włoska Formuła 3                   | RP Motorsport           | 1       | 0  | 0          | 3      | 15        |
| 2006  | Międzynarodowa Formuła 3000 Master | Alan Racing             | 9       | 0  | 0          | 21     | 10        |
| 2006  | Euroseria 3000                     | Euronova                | 8       | 0  | 0          | 0      | NS        |
| 2007  | Międzynarodowa Formuła Master      | Promotorsport           | 16      | 0  | 1          | 47     | 5         |
| 2007  | Le Mans Series                     | Scuderia Lavaggi (LMP1) | 1       | 0  | 0          | 0      | NS        |
| 2008  | Seria GP2                          | Durango                 | 2       | 0  | 0          | 0      | 33        |
| 2008  | Azjatycka Seria GP2                | Piquet Sports           | 10      | 0  | 0          | 0      | 25        |
| 2008  | Międzynarodowa Formuła Master      | Cram Competition        | 16      | 0  | 1          | 19     | 11        |
| 2008  | Włoska Formuła Master              | Cram Competition        | 12      | 0  | 2          | 75     | 1         |
| 2009  | Międzynarodowa Formuła Master      | ADM Motorsport          | 2       | 0  | 0          | 1      | 19        |
| 2009  | Euroseries 3000                    | Bull Racing             | 2       | 0  | 0          | 6      | 13        |
| 2010  | Superstars International Series    | Ferlito Motors          | 4       | 0  | 0          | 0      | NS        |
| 2011  | International GT Open              | Sport & You             | 6       | 0  | 0          | 38     | 26        |
| 2011  | International GT Open – GTS        | Sport & You             | 6       | 0  | 0          | 30     | 12        |
| 2012  | International GT Open              | Autorlando Sport        | 10      | 0  | 0          | 47     | 13        |
| 2012  | International GT Open – GTS        | Autorlando Sport        | 8       | 0  | 2          | 43     | 5         |
| 2012  | International GT Open – Super GT   | Autorlando Sport        | 2       | 0  | 0          | 0      | NS        |